# Sarnice
Sarnice – osada leśna w Polsce, położona w województwie wielkopolskim, w powiecie wrzesińskim, w gminie Miłosław, przy skrzyżowaniu dróg z Miłosławia i Mikuszewa do Czeszewa. Na terenie osady znajduje się leśniczówka należąca do Nadleśnictwa Jarocin.

## Pomnik żołnierzy radzieckich

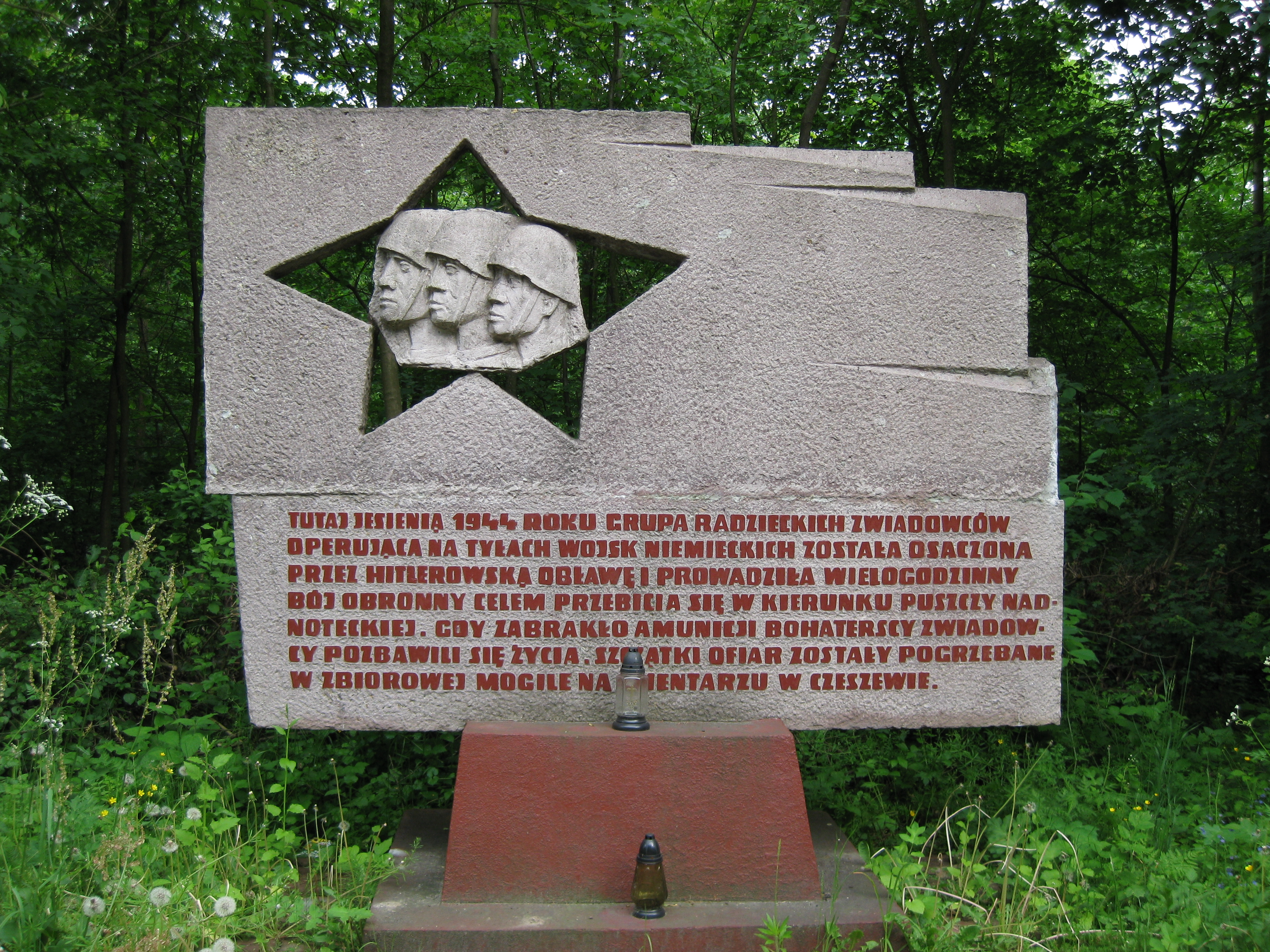
Dawny pomnik poświęcony żołnierzom radzieckim, którzy polegli w potyczce z hitlerowcami jesienią 1944

W odległości 600 metrów od leśniczówki, po lewej stronie drogi do Czeszewa wznosił się pomnik upamiętniający trzech zwiadowców radzieckich, którzy polegli w tym miejscu jesienią 1944, osaczeni przez obławę hitlerowską. Zostali pochowani na cmentarzu w Czeszewie. Początkowo miejsce to upamiętniała granitowa płyta położona w 1962. Betonowy pomnik odsłonięto w 1969. Projektantem monumentu był Jerzy Sobociński. Przedstawiał on wewnątrz pięcioramiennej gwiazdy głowy trzech poległych żołnierzy Armii Czerwonej w hełmach. Poniżej znajdował się napis: Tutaj jesienią 1944 roku grupa radzieckich zwiadowców operująca na tyłach wojsk niemieckich została osaczona przez hitlerowską obławę i prowadziła wielogodzinny bój obronny celem przebicia się w kierunku Puszczy Nadnoteckiej. Gdy zabrakło amunicji bohaterscy zwiadowcy pozbawili się życia. Szczątki ofiar zostały pogrzebane w zbiorowej mogile na cmentarzu w Czeszewie.
8 marca 2019 zgodnie z ustawą dekomunizacyjną pomnik został rozebrany.